# Campeonato Brasileiro Série C 2007
In 2007 werd het achttiende Campeonato Brasileiro Série C gespeeld, de derde hoogste klasse van het Braziliaanse voetbal. De competitie werd gespeeld van 7 juli tot 1 december. Bragantino werd kampioen.

## Format
Er namen 64 clubs deel die in de eerste fase verdeeld werden over zestien poules van vier clubs, de top twee stootte telkens door naar de tweede fase. De 32 teams die de tweede fase bereikten werden over acht groepen van vier verdeeld en opnieuw stootte de top vier door. In de derde fase werden de zestien overgebleven teams in vier groepen van vier verdeeld waarvan de top twee zich voor de vier fase plaatsten. De acht overgebleven teams speelden in één groep. De top vier kwalificeerde zich voor de Serie B van 2008.

## Eerste fase

### Groep 1
| Plaats | Club          | Wed. | W | G | V | Saldo | Ptn. |
| ------ | ------------- | ---- | - | - | - | ----- | ---- |
| 1      | Rio Branco    | 6    | 3 | 3 | 0 | 15:5  | 12   |
| 2      | Nacional Fast | 6    | 3 | 2 | 1 | 6:3   | 11   |
| 3      | Juarense      | 6    | 1 | 2 | 3 | 7:14  | 5    |
| 4      | São Raimundo  | 6    | 1 | 1 | 4 | 8:14  | 4    |

### Groep 2
| Plaats | Club         | Wed. | W | G | V | Saldo | Ptn. |
| ------ | ------------ | ---- | - | - | - | ----- | ---- |
| 2      | Nacional FC  | 6    | 3 | 2 | 1 | 9:6   | 11   |
| 2      | Tuna Luso    | 6    | 3 | 1 | 2 | 7:7   | 10   |
| 3      | Amapá Clube  | 6    | 2 | 1 | 3 | 6:8   | 7    |
| 4      | São Raimundo | 6    | 1 | 2 | 3 | 5:7   | 5    |

### Groep 3
| 1                                                   | Imperatriz   | 6 | 2 | 4 | 0 | 4:2 | 10 |
| 2                                                   | Ananindeua   | 6 | 2 | 3 | 1 | 6:6 | 9  |
| 3                                                   | Paysandu SC  | 6 | 0 | 1 | 5 | 3:9 | 1  |
| 4                                                   | Araguaína FR | 6 | 3 | 2 | 1 | 8:4 | -1 |
| Araguaina kreeg voor het seizoen twaalf strafpunten |              |   |   |   |   |     |    |

### Groep 4
| Plaats | Club           | Wed. | W | G | V | Saldo | Ptn. |
| ------ | -------------- | ---- | - | - | - | ----- | ---- |
| 1      | Barras         | 6    | 3 | 2 | 1 | 9:5   | 11   |
| 2      | Sampaio Corrêa | 6    | 2 | 3 | 1 | 5:5   | 9    |
| 3      | Ríver          | 6    | 2 | 2 | 2 | 9:11  | 8    |
| 4      | Itapipoca EC   | 6    | 1 | 1 | 4 | 10:12 | 4    |

### Groep 5
| Plaats | Club              | Wed. | W | G | V | Saldo | Ptn. |
| ------ | ----------------- | ---- | - | - | - | ----- | ---- |
| 1      | Nacional de Patos | 6    | 3 | 2 | 1 | 8:6   | 11   |
| 2      | Porto             | 6    | 2 | 1 | 3 | 8:10  | 7    |
| 3      | Icasa             | 6    | 2 | 1 | 3 | 5:7   | 7    |
| 4      | Potiguar          | 6    | 1 | 4 | 1 | 10:8  | 7    |

### Groep 6
| Plaats | Club                  | Wed. | W | G | V | Saldo | Ptn. |
| ------ | --------------------- | ---- | - | - | - | ----- | ---- |
| 1      | ABC                   | 6    | 4 | 1 | 1 | 13:6  | 13   |
| 2      | Atlético Cajazeirense | 6    | 3 | 1 | 2 | 4:3   | 10   |
| 3      | Central               | 6    | 1 | 3 | 2 | 9:10  | 6    |
| 4      | Vera Cruz             | 6    | 1 | 1 | 4 | 1:10  | 4    |

### Groep 7
| Plaats | Club       | Wed. | W | G | V | Saldo | Ptn. |
| ------ | ---------- | ---- | - | - | - | ----- | ---- |
| 1      | Bahia      | 6    | 5 | 1 | 0 | 11:1  | 16   |
| 2      | Confiança  | 6    | 7 | 1 | 1 | 11:5  | 13   |
| 3      | América FC | 6    | 1 | 1 | 4 | 1:7   | 4    |
| 4      | ASA        | 6    | 0 | 1 | 5 | 3:13  | 1    |

### Groep 8
| Plaats | Club                   | Wed. | W | G | V | Saldo | Ptn. |
| ------ | ---------------------- | ---- | - | - | - | ----- | ---- |
| 1      | Coruripe               | 6    | 4 | 2 | 0 | 11:4  | 14   |
| 2      | Linhares FC            | 6    | 2 | 2 | 2 | 12:10 | 8    |
| 3      | Atlético de Alagoinhas | 6    | 1 | 3 | 2 | 7:11  | 6    |
| 4      | EC Poções              | 6    | 1 | 1 | 4 | 5:10  | 4    |

### Groep 9
| Plaats | Club                | Wed. | W | G | V | Saldo | Ptn. |
| ------ | ------------------- | ---- | - | - | - | ----- | ---- |
| 1      | Atlético Goianiense | 6    | 4 | 0 | 2 | 8:4   | 12   |
| 2      | CRAC                | 6    | 3 | 0 | 3 | 7:7   | 9    |
| 3      | Ceilândia EC        | 6    | 2 | 1 | 3 | 6:7   | 7    |
| 4      | Cacerense EC        | 6    | 2 | 1 | 3 | 5:8   | 7    |

### Groep 10
| Plaats | Club      | Wed. | W | G | V | Saldo | Ptn. |
| ------ | --------- | ---- | - | - | - | ----- | ---- |
| 1      | Vila Nova | 6    | 4 | 1 | 1 | 12:5  | 13   |
| 2      | Itumbiara | 6    | 4 | 0 | 2 | 11:8  | 12   |
| 3      | Jaciara   | 6    | 3 | 1 | 2 | 14:9  | 10   |
| 4      | Esportivo | 6    | 0 | 0 | 6 | 3:18  | 0    |

### Groep 11
| Plaats | Club    | Wed. | W | G | V | Saldo | Ptn. |
| ------ | ------- | ---- | - | - | - | ----- | ---- |
| 1      | America | 6    | 3 | 1 | 2 | 10:7  | 10   |
| 2      | Guarani | 6    | 3 | 1 | 2 | 8:7   | 10   |
| 3      | Jaguaré | 6    | 2 | 1 | 3 | 12:12 | 7    |
| 4      | Tupi    | 6    | 2 | 1 | 3 | 8:12  | 6    |

### Groep 12
| Plaats | Club          | Wed. | W | G | V | Saldo | Ptn. |
| ------ | ------------- | ---- | - | - | - | ----- | ---- |
| 1      | Rio Claro     | 6    | 2 | 3 | 1 | 4:3   | 9    |
| 2      | Volta Redonda | 6    | 2 | 2 | 2 | 6:6   | 8    |
| 3      | Friburguense  | 6    | 1 | 4 | 1 | 5:5   | 7    |
| 4      | Noroeste      | 6    | 1 | 3 | 2 | 5:6   | 6    |

### Groep 13
| Plaats | Club        | Wed. | W | G | V | Saldo | Ptn. |
| ------ | ----------- | ---- | - | - | - | ----- | ---- |
| 1      | Bragantino  | 6    | 3 | 1 | 1 | 10:3  | 13   |
| 2      | Águia Negra | 6    | 2 | 2 | 2 | 7:8   | 8    |
| 3      | CENE        | 6    | 2 | 2 | 2 | 6:7   | 8    |
| 4      | Sertãozinho | 6    | 1 | 1 | 4 | 8:13  | 4    |

### Groep 14
| Plaats | Club       | Wed. | W | G | V | Saldo | Ptn. |
| ------ | ---------- | ---- | - | - | - | ----- | ---- |
| 1      | Villa Nova | 6    | 2 | 3 | 1 | 12:6  | 9    |
| 2      | Democrata  | 6    | 2 | 3 | 1 | 7:10  | 9    |
| 3      | Juventus   | 6    | 1 | 5 | 0 | 3:2   | 8    |
| 4      | Madureira  | 6    | 0 | 3 | 3 | 1:5   | 3    |

### Groep 15
| Plaats | Club        | Wed. | W | G | V | Saldo | Ptn. |
| ------ | ----------- | ---- | - | - | - | ----- | ---- |
| 1      | Roma        | 6    | 4 | 2 | 0 | 10:3  | 14   |
| 2      | Ulbra       | 6    | 2 | 3 | 1 | 9:5   | 9    |
| 3      | Chapecoense | 6    | 1 | 1 | 4 | 5:10  | 4    |
| 4      | Paranavaí   | 6    | 0 | 4 | 2 | 4:10  | 4    |

### Groep 16
| Plaats | Club                 | Wed. | W | G | V | Saldo | Ptn. |
| ------ | -------------------- | ---- | - | - | - | ----- | ---- |
| 1      | Joinville            | 6    | 4 | 1 | 1 | 8:4   | 13   |
| 2      | Esportivo            | 6    | 3 | 0 | 3 | 6:9   | 9    |
| 3      | ADAP Galo Maringá FC | 6    | 2 | 2 | 2 | 10:8  | 8    |
| 4      | Caxias               | 6    | 0 | 3 | 3 | 5:8   | 3    |

## Tweede fase

### Groep 17
| 1                                                                            | Imperatriz     | 6 | 3 | 1 | 2 | 9:4  | 10 (-2) |
| 2                                                                            | Rio Branco     | 6 | 3 | 1 | 2 | 8:8  | 10      |
| 3                                                                            | Tuna Luso      | 6 | 2 | 2 | 2 | 11:8 | 8       |
| 4                                                                            | Sampaio Corrêa | 6 | 1 | 2 | 3 | 6:14 | 5       |
| Note: Imperatriz werd uitgesloten van de competitie en verloor twaalf punten |                |   |   |   |   |      |         |

### Groep 18
| Plaats | Club          | Wed. | W | G | V | Saldo | Ptn. |
| ------ | ------------- | ---- | - | - | - | ----- | ---- |
| 1      | Barras        | 6    | 3 | 2 | 1 | 9:5   | 11   |
| 2      | Nacional Fast | 6    | 3 | 2 | 1 | 13:10 | 11   |
| 3      | Ananindeua    | 6    | 3 | 1 | 2 | 12:10 | 10   |
| 4      | Nacional FC   | 6    | 0 | 1 | 5 | 7:16  | 1    |

### Groep 19
| Plaats | Club                  | Wed. | W | G  | V | Saldo | Ptn. |
| ------ | --------------------- | ---- | - | -- | - | ----- | ---- |
| 1      | Bahia                 | 6    | 4 | 1  | 1 | 16:4  | 13   |
| 2      | Nacional de Patos     | 6    | 4 | 0  | 2 | 8:8   | 12   |
| 3      | Atlético Cajazeirense | 6    | 2 | 01 | 4 | 9:12  | 6    |
| 4      | Linhares FC           | 6    | 1 | 1  | 4 | 6:14  | 4    |

### Groep 20
| Plaats | Club      | Wed. | W | G | V | Saldo | Ptn. |
| ------ | --------- | ---- | - | - | - | ----- | ---- |
| 1      | Coruripe  | 6    | 4 | 1 | 1 | 8:4   | 13   |
| 2      | ABC       | 6    | 4 | 0 | 2 | 8:7   | 12   |
| 3      | Confiança | 6    | 2 | 2 | 2 | 4:4   | 8    |
| 4      | Porto     | 6    | 0 | 1 | 5 | 3:8   | 1    |

### Groep 21
| Plaats | Club                | Wed. | W | G | V | Saldo | Ptn. |
| ------ | ------------------- | ---- | - | - | - | ----- | ---- |
| 1      | Atlético Goianiense | 6    | 4 | 1 | 1 | 8:5   | 13   |
| 2      | America             | 6    | 3 | 1 | 2 | 8:7   | 10   |
| 3      | Volta Redonda       | 6    | 2 | 1 | 3 | 7:6   | 7    |
| 4      | Itumbiara           | 6    | 1 | 1 | 4 | 3:8   | 4    |

### Groep 22
| Plaats | Club      | Wed. | W | G | V | Saldo | Ptn. |
| ------ | --------- | ---- | - | - | - | ----- | ---- |
| 1      | CRAC      | 6    | 3 | 2 | 1 | 7:3   | 11   |
| 2      | Vila Nova | 6    | 3 | 0 | 3 | 9:9   | 6    |
| 3      | Guarani   | 6    | 2 | 2 | 2 | 6:5   | 8    |
| 4      | Rio Claro | 6    | 2 | 0 | 4 | 8:13  | 6    |

### Groep 23
| Plaats | Club       | Wed. | W | G | V | Saldo | Ptn. |
| ------ | ---------- | ---- | - | - | - | ----- | ---- |
| 1      | Esportivo  | 6    | 3 | 2 | 1 | 8:4   | 11   |
| 2      | Bragantino | 6    | 3 | 0 | 3 | 8:9   | 9    |
| 3      | Roma       | 6    | 2 | 3 | 1 | 5:3   | 9    |
| 4      | Democrata  | 6    | 1 | 1 | 4 | 8:13  | 4    |

### Groep 24
| Plaats | Club        | Wed. | W | G | V | Saldo | Ptn. |
| ------ | ----------- | ---- | - | - | - | ----- | ---- |
| 1      | Ulbra       | 6    | 3 | 2 | 1 | 9:6   | 11   |
| 2      | Villa Nova  | 6    | 2 | 3 | 1 | 8:6   | 9    |
| 3      | Joinville   | 6    | 2 | 2 | 2 | 8:5   | 8    |
| 4      | Águia Negra | 6    | 0 | 3 | 3 | 3:11  | 3    |

## Derde fase

### Groep 25
| Plaats | Club          | Wed. | W | G | V | Saldo | Ptn. |
| ------ | ------------- | ---- | - | - | - | ----- | ---- |
| 1      | ABC           | 6    | 4 | 1 | 1 | 8:5   | 13   |
| 2      | Bahia         | 6    | 3 | 1 | 2 | 10:8  | 10   |
| 3      | Rio Branco    | 6    | 3 | 1 | 2 | 9:7   | 10   |
| 4      | Nacional Fast | 6    | 0 | 1 | 5 | 5:12  | 1    |

### Groep 26
| Plaats | Club              | Wed. | W | G | V | Saldo | Ptn. |
| ------ | ----------------- | ---- | - | - | - | ----- | ---- |
| 1      | Barras            | 6    | 4 | 1 | 1 | 14:9  | 13   |
| 2      | Nacional de Patos | 6    | 3 | 0 | 3 | 11:12 | 9    |
| 3      | Coruripe          | 6    | 2 | 1 | 3 | 7:7   | 7    |
| 4      | Tuna Luso         | 6    | 1 | 2 | 3 | 7:11  | 5    |

### Groep 27
| Plaats | Club                | Wed. | W | G | V | Saldo | Ptn. |
| ------ | ------------------- | ---- | - | - | - | ----- | ---- |
| 1      | Vila Nova           | 6    | 3 | 3 | 0 | 11:7  | 12   |
| 2      | Atlético Goianiense | 6    | 1 | 5 | 0 | 10:5  | 8    |
| 3      | Villa Nova          | 6    | 1 | 3 | 2 | 4:6   | 6    |
| 4      | Esportivo           | 6    | 0 | 3 | 3 | 5:12  | 3    |

### Groep 28
| Plaats | Club       | Wed. | W | G | V | Saldo | Ptn. |
| ------ | ---------- | ---- | - | - | - | ----- | ---- |
| 1      | CRAC       | 6    | 4 | 2 | 0 | 12:4  | 14   |
| 2      | Bragantino | 6    | 2 | 1 | 3 | 7:7   | 7    |
| 3      | Ulbra      | 6    | 2 | 1 | 3 | 8:10  | 7    |
| 4      | America    | 6    | 1 | 2 | 3 | 9:15  | 5    |

## Finalegroep
| Plaats | Club                | Wed. | W | G | V  | Saldo | Ptn. |
| ------ | ------------------- | ---- | - | - | -- | ----- | ---- |
| 1      | Bragantino          | 14   | 7 | 5 | 2  | 21:13 | 26   |
| 2      | Bahia               | 14   | 6 | 6 | 2  | 26:18 | 24   |
| 3      | Vila Nova           | 14   | 7 | 2 | 5  | 26:19 | 23   |
| 4      | ABC                 | 14   | 7 | 2 | 5  | 20:21 | 23   |
| 5      | CRAC                | 14   | 7 | 0 | 7  | 24:20 | 21   |
| 6      | Atlético Goianiense | 14   | 6 | 3 | 5  | 24:17 | 21   |
| 7      | Barras              | 14   | 2 | 4 | 8  | 15:31 | 10   |
| 8      | Nacional de Patos   | 14   | 2 | 2 | 10 | 8:25  | 8    |

|  | Kampioen, promotie naar Série B |
|  | Promotie naar Série B           |

### Kampioen
| Campeonato Brasileiro Série C de 2007 |
| São Paulo                             |
| ------------------------------------- |
| BRAGANTINO Kampioen (1° titel)        |